# Ellis Simms
Pour les articles homonymes, voir Simms.
Ellis Simms, né le 5 janvier 2001 à Oldham en Angleterre, est un footballeur anglais qui évolue au poste d'avant-centre à Coventry City.

## Biographie

### Débuts professionnels
Né à Oldham en Angleterre, Ellis Simms est formé par Blackburn Rovers et Manchester City avant de rejoindre l'Everton FC, où il poursuit sa formation. Il se fait remarquer avec les équipes de jeunes, notamment avec l'équipe des moins de 18 ans avec laquelle il marque 40 buts en deux saisons, ce qui attire plusieurs clubs comme le Bayern Munich en 2019, mais le jeune attaquant reste à Everton. Le 9 mai 2019, il signe son premier contrat professionnel avec les Toffees, après une saison 2018-2019 où il aura inscrit un total de 37 buts en 25 matchs avec les moins de 18 ans.
Le 20 janvier 2021, Simms est prêté jusqu'à la fin de la saison au Blackpool FC.
Le 29 juillet 2022 Ellis Simms rejoint le Sunderland AFC sous la forme d'un prêt d'une saison,.
Le 31 décembre 2022, Simms est rappelé de son prêt par Everton, et donc intégré à l'équipe première des Toffees pour la deuxième partie de saison.
Il inscrit son premier but pour Everton le 18 mars 2023, à l'occasion d'une rencontre de Premier League face au Chelsea FC. Entré en jeu à la place d'Idrissa Gueye, Simms inscrit le but égalisateur de son équipe en fin de match, permettant aux siens d'obtenir le point du match nul (2-2 score final),.

### Coventry City
Le 7 juillet 2023 Ellis Simms s'engage en faveur de Coventry City. Il signe un contrat de quatre ans, soit jusqu'en juin 2027.
Simms marque ses deux premiers buts pour Coventry le même jour, le 30 septembre 2023, lors d'une rencontre de championnat face au Queens Park Rangers. Titularisé, il contribue à la victoire de son équipe par trois buts à un.
Le 26 février 2024, Simms se fait remarquer en réalisant le premier triplé de sa carrière, contre le Maidstone United F.C. (en), en coupe d'Angleterre. Titulaire, il permet à son équipe de s'imposer par cinq buts à zéro,. Simms marque de nouveau trois buts le 5 mars suivant, cette fois-ci contre Rotherham United, en championnat. Coventry s'impose de nouveau par cinq buts à zéro ce jour-là,.